# Vicia noeana
Vicia noeana — вид квіткових рослин з родини бобових (Fabaceae). Ареал: Кіпр, Ірак, Іран, Сирія, Туреччина.

## Середовище
Зустрічається на висотах від 500 до 2000 метрів над рівнем моря. Рослина присутня у вигляді бур'янів і може бути знайдена на порушених та сільськогосподарських угіддях. Це відносно рідкісний вид, що зустрічається переважно на Родючому Півмісяці та обмежений сухими сільськогосподарськими та порушеними землями, які зазвичай надмірно випасаються або схильні до урбанізації.

## Використання
Цей вид є локалізованою малопоширеною культурою, що використовується для корму та фуражу.